# Australian Open 2017 – dvouhra kvadruplegiků
Dvouhra kvadruplegiků Australian Open 2017 probíhala ve druhé polovině ledna 2017. Do vozíčkářské soutěže melbournského grandslamu nastoupili čtyři tenisté, z nichž každý odehrál tři vzájemná utkání v základní skupině. První dva v pořadí postoupili do finále. Dvojnásobným obhájcem titulu byl Australan Dylan Alcott.
Třetí triumf v řadě australského grandslamu připadl 26letému Dylanu Alcottovi, který prošel základní skupinou bez porážky a ve finále opět porazil Brita téhož věku Andrewa Lapthorna po hladkém dvousetovém průběhu 6–2 a 6–2 za 1.09 hodiny. Australský tenista, a také basketbalový paralympijský vítěz, zkompletoval hattrick a vybojoval čtvrtou grandslamovou trofej.
Sobotní finále, probíhající 27. ledna 2017 v Rod Laver Arena, se stalo vůbec prvním zápasem vozíčkářů odehraným na centrálním dvorci v historii grandslamu.

## Pavouk
| Legenda                                                       |                                                                        |                                                   |
| - Q – kvalifikant - WC – divoká karta - LL – šťastný poražený | - Alt – náhradník - SE – zvláštní výjimka - PR/SR – žebříčková ochrana | - w/o – bez boje - r – skreč - d – diskvalifikace |

### Finále
| Finále |                  |   |   |  |
|        |                  |   |   |  |
|        |                  |   |   |  |
| 1.     | Dylan Alcott     | 6 | 6 |  |
|        | Andrew Lapthorne | 2 | 2 |  |

### Základní skupina
|    |                  | Alcott   | Davidson | Lapthorne | Wagner   | Zápasy | Sety | Hry   | Pořadí |
| 1. | Dylan Alcott     |          | 6–1, 6–4 | 6–4, 6–1  | 6–1, 7–5 | 3–0    | 6–1  | 37–16 | 1.     |
| WC | Heath Davidson   | 1–6, 4–6 |          | w/o       | 4–6, 2–6 | 0–3    | 0–4  | 11–24 | 4.     |
|    | Andrew Lapthorne | 4–6, 1–6 | w/o      |           | 6–3, 6–3 | 2–1    | 2–2  | 17–18 | 2.     |
| 2  | David Wagner     | 1–6, 5–7 | 6–4, 6–2 | 3–6, 3–6  |          | 1–2    | 2–4  | 24–31 | 3.     |